# Carlo Nucci (okulista)
Carlo Nucci (ur. 25 stycznia 1968 w Rzymie) – włoski okulista, profesor Università di Roma Tor Vergata. Specjalizuje się w jaskrze.

## Życiorys
Studia medyczne (1986-1992) ukończył z wyróżnieniem na Università di Roma Tor Vergata i na tej uczelni pozostał zdobywając kolejne awanse akademickie. Po studiach wybrał specjalizację z okulistyki (1992-1996). Staże zagraniczne odbył w amerykańskim Department of Biochemistry and Molecular Biology George Washington University (1990) oraz National Eye Institute (Narodowe Instytuty Zdrowia) w Bethesdzie (1994), a także w londyńskim Moorfields Eye Hospital (1995). Doktorat obronił na macierzystej uczelni w roku 2000.  
Od 2008 był profesorem nadzwyczajnym w zakresie chorób oczu. W 2014 otrzymał tytuł profesora zwyczajnego schorzeń widzenia. Od 2006 pracuje w poliklinice uniwersyteckiej macierzystej uczelni (wł. Policlinico Tor Vergata), gdzie od 2016 kieruje oddziałem złożonych operacji okulistycznych (wł. Unità Operativa Complessa di Oculistica). W pracy badawczej zajmuje się jaskrą (epidemiologia, farmakologia, mechanizmy molekularne w komórkach zwojowych siatkówki, neuroprotekcja, zaawansowane techniki neuroobrazowania, powiązania między jaskrą a chorobami neurodegeneracyjnymi). 
Jego prace ukazywały się w wiodących recenzowanych czasopismach okulistycznych, m.in. w „American Journal of Ophthalmology", „Journal of Cataract and Refractive Surgery", „Eye" oraz „Investigative Ophthalmology & Visual Science". Jest członkiem rady redakcyjnej czasopisma „Translational Vision Science and Technology" wydawanego przez Association for Research in Vision and Ophthalmology (ARVO).
Należy do Włoskiego Towarzystwa Okulistycznego (wł. Società Oftalmologica Italiana, SOI).